# Héberville
Héberville é uma comuna francesa na região administrativa da Normandia, no departamento de Sena Marítimo. Estende-se por uma área de 3,97 km². Em 2010 a comuna tinha 118 habitantes (densidade: 29,7 hab./km²).